# Центр лыжных гонок и биатлона «Альпензия»
Стадион Альпензия — лыжно-биатлонный стадион в Пхёнчхане, Корея.

## Описание комплекса
Комплекс представляет собой современную модификацию техницизма. В составе комплекса предусмотрены как постоянные, так и временные здания и сооружения. Постоянным является здание биатлонного стадиона с трибунами для зрителей. Временными являются здания и сооружения сопутствующие организации и проведению спортивных мероприятий. Характерные цвета для стадиона — металлик, серебро, белый, серый.
Территория имеет живописный ландшафт с видом на ледники и горы национального парка, окружающего спортивные арены. На западе видна долина, спускающаяся к Японскому (также Восточному) морю Тихого океана от горной системы Альпензия. Растительность здесь характерна для этого региона, но отличается от той, которая обычно бывает в местах проведения таких соревнований. Склоны холмов покрыты буковыми лесами, которые в верхней части разбавлены берёзами и цикутами.
Арена соревнований по гонкам располагается в низине и к западу открывается вид на долину у Дэквалъмьёна. Небольшая долина образует естественный амфитеатр, где временные трибуны хорошо вписываются в ландшафт. Трассы окружают арену так, что зрителям хорошо видны гонщики к западу, северу и востоку от арены. Ширина стадиона немного превышает минимальные требования, что позволит его перестройку в комбинированную арену для гонок и биатлона. В начале лыжни вдоль северной стороны во впадине устроена площадка, где могут находиться тренеры и фотографы. Во время гонок она может резервироваться за фотографами и организаторами.
Концепция предполагает, что поле стадиона может использоваться по-разному в зависимости от типа соревнований. Были проработаны возможные расположения трасс, профили трасс и мероприятия, которые могут проводиться на стадионе.

## Состав комплекса
- биатлонный стадион;
- лыжный стадион;
- две раздельные зоны старта и финиша для каждого вида соревнований;
- две отдельные системы трасс;
- стрельбище;
- общая зона подготовки к соревнованиям, расположенная рядом с зонами старта и финиша;
- тренировочная трасса;
- один маршрут для зрителей обоих видов спорта, с хорошо обустроенным доступом к зонам старта и финиша;
- другие объекты спортивной и сервисной инфраструктуры

## Трассы и арена
Трассы гонок располагаются с учётом требований FIS. Спроектировано два основных круга по 5 км — для свободного и классического стиля, которые могут быть укорочены до 3,75 км, 3,30 км, 2,50 км, 1,50 км и 1,20 км в зависимости от вида соревнований.
Арена соревнований по гонкам располагается в низине и к западу открывается на долину у посёлка Дэквалъмьён. Небольшая долина образует естественный амфитеатр, где временные трибуны хорошо вписываются в ландшафт. Трассы окружают арену так, что зрителям хорошо видны гонщики к западу, северу и востоку от арены.

## Лыжный комплекс
Строительство лыжного комплекса, стадиона (здание шести этажное, имеет макс. высоту от 23,8 м до 27,8м) с трибунами и лыжными трассами, подъездной автодороги от федеральной трассы к лыжному комплексу с закольцовкой.
Основная функция — размещение помещений, необходимых для обеспечения проведения олимпийских и паралимпийских зимних игр 2018 года.
В составе комплекса предусмотрены временные здания и сооружения:
- здание лыжного стадиона с трибунами для зрителей
- временные трибуны
- помещения транспортной и рекламной службы
- спортивная арена
- функциональные зоны, предназначенные для обслуживания спортсменов, зрителей и представителей прессы.

В здании лыжного стадиона можно выделить следующие функциональные группы:
- помещения для обеспечения работы здания
- помещения для организации соревнований
- помещения медицинского пункта и допинг контроля
- помещения для прессы и СМИ
- помещения для членов Олимпийской семьи
- помещения для привилегированных гостей

## Биатлонный комплекс
Здание биатлонного стадиона имеет шесть этажей и высоту от 23 метров до 28 метров.
В нём находятся:
- помещения для обеспечения работы здания
- помещения для организации соревнований
- помещения медицинского пункта и допинг-контроля
- помещения для прессы и СМИ
- помещения для членов Олимпийской семьи
- помещения для привилегированных гостей

На биатлонном стрельбище 30 мишеней.

## Тестовые соревнования
До Олимпийских игр, на объекте проходили тестовые соревнования, международного уровня:
- Кубок мира по биатлону 2007/2008 (27 февраля-2 марта 2008 года);
- Чемпионат мира по биатлону 2009 (14-22 февраля 2009 года);
- Кубок мира по биатлону 2016/2017 (2017);
- Кубок мира по лыжным гонкам 2015/2016 (2016);
- Кубок мира по лыжным гонкам 2016/2017 (2017);

## Использование после Олимпийских игр
Стадион будет представлять постоянную ценность для развития спорта Республики Корея. После Олимпийских игр стадион может быть подготовлен для лыжных гонок и биатлона путём расширения территории за зоной мишеней и штрафным кругом.
Основного здания за главной трибуной должно быть достаточно для обслуживания спортсменов, СМИ и техники на таких крупных мероприятиях как Кубок мира или национальные чемпионаты.
Стабильный климат и простота доставки снега с горнолыжных склонов поблизости даст определенную уверенность при проведении мероприятий. Развитая сеть трасс и возможность тренироваться на склонах, расположенных выше стадиона, может сделать его популярным тренировочным лагерем для национальной и зарубежных сборных. Асфальтирование части трасс сделает возможными летние тренировки на роликовых лыжах. Летом стадион также можно использовать для соревнований по спортивному ориентированию, бегу и велосипедным гонкам по пересеченной местности, проложить вдоль трасс туристические маршруты.